# Spodnje Tinsko
Spodnje Tinsko je naselje u slovenskoj Općini Šmarje pri Jelšahu. Spodnje Tinsko se nalazi u pokrajini Štajerskoj i statističkoj regiji Savinjskoj. 

## Stanovništvo
Prema popisu stanovništva iz 2002. godine naselje je imalo 77 stanovnika.